# Roestbruin schorssteeltje
Roestbruin schorssteeltje (Chaenotheca ferruginea) is een soort uit het geslacht schorssteeltje (Chaenotheca). Het leeft in symbiose met de alg Trebouxia. Het komt voor in bossen in schorsspleten van oude bomen.

## Determinatie
Roestbruin schorssteeltje is een coniocarp met een korrelig, dun tot dik, korstvormig thallus. Het thallus is heldergrijs van kleur met deels vaak roestbruine tot heldergele vlekken. Apotheciën zijn bijna altijd aanwezig. De apotheciumsteel is dun en zwart van kleur.

### Gelijkende taxa
Roestbruin schorssteeltje kan worden verward met grijs schorssteeltje maar die heeft geen roestbruine tot gele vlekken. Als roestbruin schorssteeltje geen roestbruine en/of gele vlekken heeft zijn kleurreacties nodig om beide soorten met zekerheid uit elkaar te houden.

## Verspreiding
Het verspreidingsgebied van roestbruin schorssteeltje strekt zich uit over Europa, Noord-Amerika, Australië, Nieuw-Zeeland en wordt sporadisch hierbuiten waargenomen. In Nederland is de soort vrij algemeen.